# Al bar dello sport
Al bar dello sport è un film del 1983, diretto da Francesco Massaro e con protagonisti Lino Banfi e Jerry Calà.

## Trama
Lino è un emigrato pugliese a Torino che vive di un misero lavoro nel grande mercato di Porta Palazzo, ma nella vita di tutti i giorni imita l'avvocato Agnelli e si atteggia da imprenditore. Ospite poco gradito in casa della sorella e del cognato, frequenta con altri meridionali il Bar Dello Sport dove è solito giocare al totocalcio e dove lavora la fidanzata Rossana, la bella e attraente cassiera che Lino essendo povero non riesce a sposare. Mentre gioca la schedina, l'inserviente muto detto Parola (perse la parola giocando a poker), gli suggerisce di giocare il "2" in Juventus - Catania. Lino, dapprima riluttante, alla fine si lascia convincere, e, grazie a lui, realizza un tredici da 1 miliardo e 300 milioni di lire.
Lino preferisce non rivelare la notizia a nessuno, ma Parola ricorda a memoria la schedina e giustamente pretende la sua parte, cioè un tredicesimo della vincita. Tuttavia anche il barista ricorda il viso del giocatore che ha messo il "2“ della Juventus, Lino, e arrivano a drogarlo per farlo confessare. Lino, lasciato da Rossana che non sa che è lui il vincitore che tutti cercano, braccato dagli amici che pretendono regali, nonché da un boss mafioso che pretende il 10%, e infine cacciato di casa dalla sorella, fugge con Parola verso la Costa Azzurra alla ricerca della bella vita, nascondendo il denaro nella ruota di scorta della macchina. Ma, fermandosi a Sanremo, Parola si lascia tentare dal gioco e perde tutti i soldi di Lino al casinò. Lino disperato, con gli ultimi soldi va a giocare alla roulette, Parola suggerisce di puntare tutto sul 2 e la fortuna è ancora dalla loro parte: con l'ultima fiche vinceranno tre miliardi di lire e Parola ricomincerà a parlare.

## Accoglienza

### Incassi
Il film incassò 666.865.000 di lire.

### Critica
Furono miste le reazioni della critica al film, tra tutti il Patalogo lo definì "(...) Abbastanza modesto, sia come incassi sia come riuscita. E poi, la storia della schedina vincente e dei due poveracci meridionali a Torino è un po' datata".

## Galleria d'immagini